# Clan Wars
Clan Wars (forkortet CW) er en måde at spille på i CS, hvor 2 CS eller CS:S-klaner spiller mod hinanden. Man spiller altid 5 mod 5, og altid i en de_ bane som f.eks. de_dust2. Et hold består meget tit af 1 snigskytte, 1 defensive, 2 offensive og 1 Tag Leader, som bestemmer den tac man bruger. Der er lavet mange turneringer, hvor clanerne kan melde sig til, som f.eks. den danske turnering Slap. Man skal dog kvalificere sig til f.eks EM eller VM. En af de største turneringer inden for CS og CS:S er CPL.
PCW (som står for Personel Clan Wars eller Practice Clan War) er det samme som Clan Wars, men er træning i at spille CW. Her spiller man tit 2 mod 2, 3 mod 3, 4 mod 4 og 5 mod 5. I en PCW er det vigtigst at man altid har en Tag Leader, og hvis man har det, kan man derefter bestemme hvem der er offensive,defensive og snigskytte. Man bruger meget udtrykket PCW, når man ikke spiller turneringer og ikke spiller så seriøst.